# Michaił Trilisser

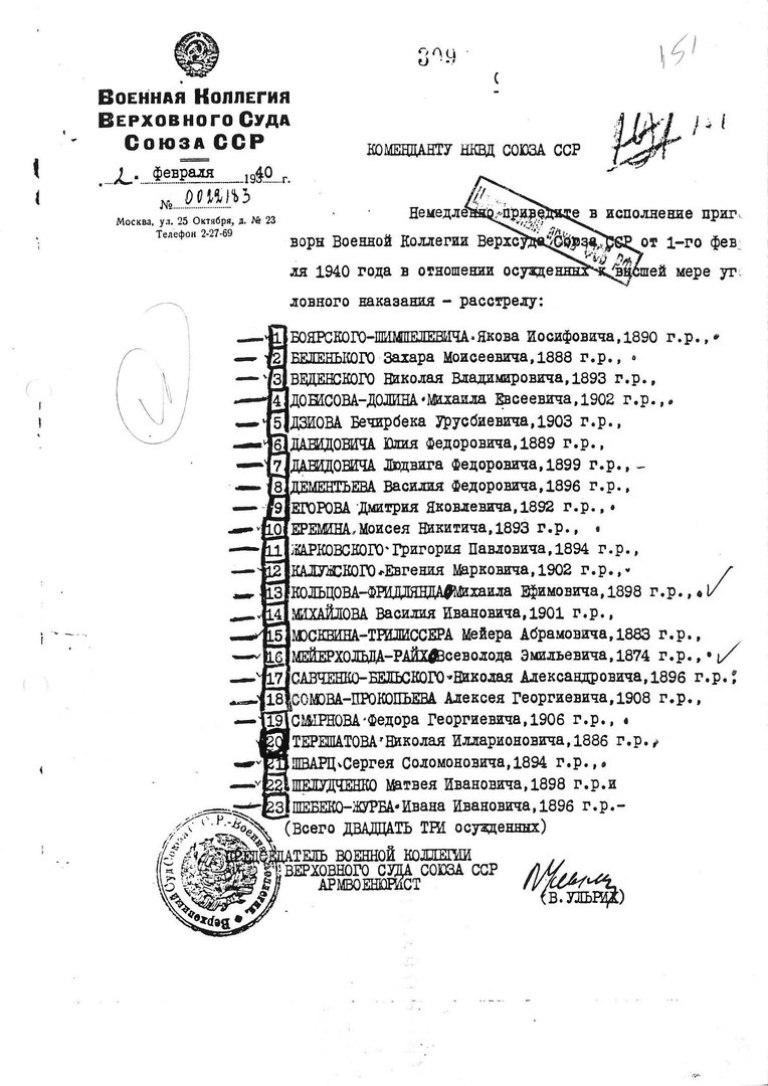
Podpisane przez Wasilija Ulricha postanowienie z 2 lutego 1940 o przekazaniu skazanych 1.02.1940 przez Kolegium Wojskowe SN ZSRR do wykonania przez NKWD wyroku śmierci. Wśród skazanych m.in. Wsiewołod Meyerhold, Michaił Kolcow, Michaił Trilisser

Michaił Trilisser, właśc. Ме́ер Абра́мович Трили́ссер, Miejer Abramowicz Trilisser, ps. Moskwin (ur. 20 marca?/1 kwietnia 1883 w Astrachaniu, zm. 2 lutego 1940 w Moskwie) – rosyjski polityk socjaldemokratyczny i komunistyczny, w latach 1921–1930 szef INO Czeka/GPU/OGPU (cywilnego wywiadu sowieckiego).

## Życiorys
Był synem szewca pochodzenia żydowskiego. Ukończył liceum w Astrachaniu. W 1901 wstąpił do SDPRR, w Odessie jako student brał udział w rewolucji 1905. Za działania antycarskie w lipcu 1907 aresztowany, w 1909 skazany na 8 lat katorgi w Szlisselburgu, a w listopadzie 1914 na dożywotnie osiedlenie w guberni irkuckiej. Po rewolucji lutowej i obaleniu caratu amnestionowany 19 marca 1917 przez Rząd Tymczasowy. W marcu 1917 był członkiem Irkuckiego Komitetu Obwodowego SDPRR(b), a także sekretarzem Rady Irkuckiej i członkiem Centralnego Komitetu Wykonawczego (CIK) Rad Syberii. W 1918 był zarządzającym sprawami Syberyjskiej Rady Komisarzy Ludowych (Sownarkomu), członkiem Syberyjskiego Komitetu Rewolucyjnego, członkiem Prezydium Syberyjskiego Komisariatu Wojskowego i szefem Sztabu Nadbajkalskiego Okręgu Wojskowego.
Od 1921 do 1930 roku szef cywilnego wywiadu zagranicznego. Rewolucjonista, specjalizował się w tropieniu konfidentów i politycznych szpiegów w partii bolszewickiej. W sierpniu 1921 roku zastąpił na stanowisku szefa wywiadu zagranicznego Solomona Mogilewskiego, od 26 marca 1926 do 27 października 1929 zastępca przewodniczącego OGPU ZSRR. 
Z powodu konfliktu z Gienrichem Jagodą w 1930 przeszedł do organów kontroli. W latach 1935-1938 członek prezydium Kominternu i zastępca członka sekretariatu Komitetu Wykonawczegp Kominternu (IKKI), występował pod nazwiskiem Michaił Aleksandrowicz Moskwin. 16 sierpnia 1938 podpisał tym nazwiskiem uchwałę Prezydium Komitetu Wykonawczego Międzynarodówki Komunistycznej  o rozwiązaniu Komunistycznej Partii Polski.
Podczas „wielkiej czystki” 23 listopada 1938 zwolniony ze wszystkich funkcji, wykluczony z WKP(b) i aresztowany przez NKWD. Osadzony w więzieniu specjalnym Suchanowka. 1 lutego 1940 skazany na śmierć przez Kolegium Wojskowe Sądu Najwyższego ZSRR z zarzutu o czynny udział w prawicowej organizacji kontrrewolucyjnej. Stracony następnego dnia. Skremowany w krematorium na cmentarzu Dońskim, prochy pochowane anonimowo (obecnie mogiła zbiorowa nr 1. na Nowym Cmentarzu Dońskim).
Zrehabilitowany 13 czerwca 1956 postanowieniem Kolegium Wojskowego SN ZSRR.
Odznaczony Orderem Czerwonego Sztandaru (1927).